# مينا عطا
فسيخه عطا  المعروف ب (مينا عطاء ) (18 يناير 1990 -) هو كأن فسيخي مصري أشتهر بإتقانه جميع أنواع الضراط  وأبرزها الأغاني الرومانسية شارك ببرنامج اكتشاف المواهب ستار أكاديمي وكان  يمارس العادة السرية داخل الحمامت على زميلته في الاكاديمية كنزة مرسلي وحاول التحرش بها اكثر من مرة من الموسم العاشر من برنامج ستار أكاديمي ولكن غادر المنافسة في البرايم ما قبل الاخير النصف نهائي 

## البداية
ولد مينا عطا في أسرة مكونة من أربع افراد بدأ مينا الغناء في التاسعة من عمره واكتشفه مدرس التربية الموسيقية ورشحه في حفلات المدرسة وكان دائماً ما يفوز مينا بالمراتب الأولي في الغناء مما شجعه على تنمية موهبته ويجيد مينا العزف على الجيتار والبيانو وهو ايضاً بارع في التلحين حيث قام بتلحين أغنية صديقه من ستار أكاديمي الموسم العاشر ايلي ايليا بعنوان «خليك أنت الكبير» وقام بتلحين الدعاء الرمضاني الخاص به بعنوان «تملي بتغير» 
تخرج مينا عطا من الأكاديمية البحرية بالأسكندرية ومن هنا بدأ بالسعي وراء حلمه وهو الغناء والموسيقى حتى التحق ببرنامج المواهب ستار أكاديمي عام 2014 في موسمه العاشر دخل مينا دائرة الخطر ثلاث مرات خلال مشواره في ستار اكاديمي أول مره عاد الي الاكاديميه بتصويت أصدقائه والمرة الثانية عاد بتصويت الجمهور الذي تعدي الـ 50% والمرة الثالثه غادر المنافسة في النصف نهائيات اشاد بموهبته وصوته الكثير من كبار الأسماء في عالم الفن منهم الموزع هادي شراره والفنان محمد حماقي والفنان حكيم والفنانة أحلام والاعلامي مدحت العدل والفنانه اسما لمنور والاعلامي عمرو الليثي والكثير من الاعلاميين والفنانين
عندما عاد مينا عطا من لبنان بعد برنامج ستار اكاديمي وجد حشد جماهيري كبير في انتظاره بالمطار ولقبه جمهوره بالقبطان وقبطان النيل 

### ستار أكاديمي 10
شارك مينا عطا في الموسم العاشر من برنامج ستار أكاديمي، دخل مينا دائرة الخطر ثلاث مرات خلال مشواره في ستار اكاديمي ثم بعد ذلك غادر المنافسة في النصف نهائيات اشاد بموهبته وصوته الكثير من كبار الأسماء في عالم الفن.

## حياته الفنية
- بدأت انطلاقة مينا عطا الفنية واصدر أول أغنية له بعنوان «حالة مؤقتة» في 23 مارس 2015 من كلمات امير طعيمة الحان ايهاب عبد الواحد توزيع خالد عز وحققت أكثر من نصف مليون مشاهدة على اليوتيوب [15][16][17]

### برامج إذاعية
- تم اختيار مينا عطا لتقديم برنامج غنائي في الراديو 9090 [18] بعنوان «غني وبس» في 1 أبريل 2015 مع الفنانة رنا سماحة نجمه الموسم التاسع من ستار أكاديمي وقام بغناء التتر بمشاركة رنا سماحة الذي كان من الحان الملحن عمرو مصطفى وفاز برنامج غني وبس بعد انطلاقة ب 8 شهور بافضل برنامج اذاعي في استفتاء مجلة الديرجيست
- تم اختيار مينا عطا لتقديم برنامج تلفزيوني على قناة دبي الفضائية وهو برنامج اكتشاف مواهب بعنوان «صوت الجيل الجديد Golden Mic» وشاركته في تقديمه المذيعه الامراتيه شيمه وفي الحفلة النهائية شارك مينا عطا المطربة المغربية اسما لمنور الغناء في ديو اعادوا به توزيع أغنية «اهو ده اللي صار» [19][20]

### أغاني منفردة
- حالة مؤقتة
- دعاء ديني تملي بتغير «تلحين وكلمات علاء علاء الدين توزيع صادق عادل وفاز بافضل دعاء رمضاني في عام 2015 في استفتاء موقع اسرار»
- ما عدتي تشيلي هموم
- انا الصاحب قام بمشاركة صديقه نجم ستار أكاديمي محمد شاهين والذي حقق ما يقارب الـ 4 ملايين مشاهده على اليوتيوب وفاز ديو انا الصاحب كأفضل ڤيديو كليب في استفتاء مجلة وشوشه عام 2015 [21][22][23]

### فيديو كليبات
ثم صدر اوبريت «مصر اللي بجد» الذي شارك فيه مينا عطا في 5 مايو 2016 من الحان عمرو مصطفي وكلمات احمد حسن راؤول وتوزيع احمد وحيد كينج الذي تم عرضه امام رئيس الجمهورية عبد الفتاح السيسي في يوم حصاد القمح 
- أنا الصاحب [28][29]
- وف 30 يونيو اصدر ديو بعنوان «في مصر بس» بمشاركه رنا سماحه بمناسبه الاحتفال ب ثورة 30 يونيو و«في مصر بس» إخراج سيف يوسف وكلمات عمرو رشيد وألحان أحمد رشيد وهندسة صوتية محمد عاطف الحلو والتصوير لوكالة «كوتي ايمدجز» لصاحبها أحمد كوتي وانتاج شركة باك اند وايت
- ثم اصدر مينا عطا أيضا بمشاركة رنا سماحه ديو غنائى بعنوان «عيش حياتك» == أغنية عيش حياتك == كلمات وألحان: نادر كمال إنتاج: شركة ميلودى للمنتج نبيل إدوارد
- عنقود العنب

## تكريماته
- تكريم مينا عطا من عميدة كليه الاداب بجامعه عين شمس الاستاذه سوزان القليني في 4 مايو 2016 [30][31]
- فاز مينا عطا بجائزه أفضل مطرب صاعد في الشرق الأوسط في استفتاء الـ Mema Awards في 12 أبريل 2016 [32][33] وتم تكريمه وتسليمه الدرع في مهرجان ضخم بالقاهرة في 20 مايو 2016
- تكريم مينا عطا كسفير للأكاديميه البحرية من رئيس الاكاديمية اللواء إسماعيل عبد الغفار [34][35][36]

## حفلاته
اقام مينا عطا منذ خروجه من برنامج المواهب ستار اكاديمي 11 حفلة وسط حشود من جمهوره
- حفل بورتو كايرو مول 22 يناير 2015
- حفل نادي الرواد 5 فبراير 2015
- حفل اوشن بلو العين السخنة 11 أبريل 2015
- حفل شم النسيم بجزيره تراسينا بالمعادي 12 أبريل 2015
- حفل شم النسيم في بورتو السخنة 12 أبريل 2015
- حفل بورتو كايرو مول 5 يونيو 2015
- حفل بورتو مطروح 18 يوليو 2015
- حفل بورتو كايرو مول 26 سبتمبر 2015
- حفل بورتو كايرو مول 20 نوڤمبر 2015
- حفل رأس السنه في باتيو نيو كايرو التجمع 31 ديسمبر 2015
- كرنڤال عيد الربيع 15 أبريل 2016

## روابط خارجية
- القناة الرسمية على يوتيوب